# Giorgio Ferroni
Pour les articles homonymes, voir Ferroni.
Giorgio Ferroni, né le 12 avril 1908 à Pérouse et mort le 17 août 1981 à Rome, est un réalisateur et scénariste italien. Il a parfois, au cours de sa carrière, utilisé le pseudonyme Calvin Jackson Padget ou Calvin J. Padget, pour signer ses films.

## Biographie
Giorgio Ferroni a commencé sa carrière dans les années 1930 comme réalisateur de documentaires et assistant du réalisateur Gennaro Righelli. Il fait lui-même ses premiers pas de réalisateur en 1937, il se spécialise alors dans les films d'aventure. Après la guerre, il réalise quelques films néoréalistes, Pian delle stelle et Tombolo, paradiso nero.
Plus tard, il tourne des péplums comme La Guerre de Troie et des films d'épouvante comme Le Moulin des supplices et rencontre des succès commerciaux en faisant tourner Giuliano Gemma dans des westerns spaghetti.

## Filmographie

### Fictions
- 1937 : I tre desideri
- 1939 : Terra di fuoco (coréalisé avec Marcel L'Herbier)
- 1940 : In vacanza con i principini
- 1940 : L'ebbrezza del cielo (it)
- 1942 : Macario au Far West (Il fanciullo del West)
- 1943 : Arcobaleno
- 1944 : Macario contre Fantômas (Macario contro Zagomar)
- 1945 : Casello n. 3 (it)
- 1946 : Sans famille (Senza famiglia)
- 1946 : Pian delle stelle
- 1947 : Tombolo, paradis noir (Tombolo, paradiso nero)
- 1949 : Vivre à la resquille (Vivere a sbafo)
- 1949 : Marechiaro
- 1952 : Qualcuno pensa a noi
- 1960 : Le Moulin des supplices (Il mulino delle donne di pietra)
- 1961 : Les Bacchantes (Le baccanti)
- 1961 : La Guerre de Troie (La guerra di Troia)
- 1963 : Hercule contre Moloch (Ercole contro Moloch)
- 1964 : La Terreur des gladiateurs (Coriolano : Eroe senza patria)
- 1964 : Le Colosse de Rome (Il colosso di Roma)
- 1964 : Hélène, reine de Troie (Il leone di Tebe)
- 1965 : Le Dollar troué (Un dollaro bucato)
- 1966 : New York appelle Superdragon (New York chiama Superdrago)
- 1966 : Trois Cavaliers pour Fort Yuma (Per pochi dollari ancora)
- 1967 : Wanted
- 1968 : Deux Pistolets pour un lâche (Il pistolero segnato da Dio)
- 1969 : La Bataille d'El Alamein (La battaglia di El Alamein)
- 1971 : La Grande Chevauchée de Robin des Bois (L'arciere di fuoco)
- 1972 : La Nuit des diables (La notte dei diavoli)
- 1975 : Le Dur, le Mou et le Pigeon (Antonio e Placido : attenti ragazzi chi rompe paga)

### Documentaires
- 1936 : Pompei
- 1938 : Criniere al vento
- 1938 : Armonie pucciniane (22')
- 1939 : España, una, grande, libre (23')
- 1940 : Cinque minuti con la nazionale di calcio
- 1941 : L'accademia dei vent'anni
- 1954 : Ai margini della città (11')
- 1956 : Vertige blanc (it) (Vertigine bianca)
- 1957 : L'oceano ci chiama
- 1958 : Ricordi Pucciniani